# 1987年バレーボール女子アジア選手権
1987年バレーボール女子アジア選手権（1987 Asian Women's Volleyball Championship）は、1987年6月6日から6月14日にかけて中国の上海で開催された、アジアバレーボール連盟主催の第4回バレーボールアジア選手権女子大会。
出場国は11カ国。中国が2大会ぶり2回目の優勝を飾った。
この大会において全日本女子は、翌年のソウルオリンピックの出場権を獲得。現監督で当時エースセッターだった中田久美は前年に負った右膝の故障により欠場。

## 最終結果
| 順位 | 国               |
| ---- | ---------------- |
| 1    | 中国             |
| 2    | 日本             |
| 3    | 韓国             |
| 4    | ニュージーランド |
| 5    | タイ             |
| 6    | インドネシア     |
| 7    | オーストラリア   |
| 8    | シンガポール     |
| 9    | マレーシア       |
| 10   | 香港             |
| 11   | マカオ           |